# قناوية (طبق)
القناوية أو الكناوية  أو الڤناوية هي طبق تقليدي من نوع الحساء والطاجين، وهي نوع من أطباق البامية في المطبخ المغاربي، وتوجد في المطبخ التونسي في تونس، والمطبخ الجزائري في الجزائر، والمطبخ المغربي في المغرب، والمطبخ الليبي في ليبيا.

## التسمية
يعود اسمها إلى البامية (الغومبو) التي تعد المكون الرئيسي للطبق التي تحمل نفس الاسم في النسختين العربية التونسية والجزائرية.
في تونس تطلق عليها أيضًا مرقة قناوية  أو قناوية مرساوية، في إشارة إلى مدينة المرسى، شمال العاصمة التونسية.
يُستخدم اسم مرقة الكناوية أيضًا في شرق الجزائر، في حين يُستخدم لفظ طاجين قناوية أو جواز بالقناوية في أماكن أخرى في الجزائر والملوخية أو طاجين الملوخية في المغرب. 
اسم  «قناوية» يُشير إلى قناوي، نسبة إلى مجتمع الكناوة المرتبط بالمجموعة العرقية من الشواشين أو الحراطين، ويشير أيضا في اللهجة العربية المغاربية عمومًا إلى سكان جنوب الصحراء، فأصل الكلمة يعود إلى البربر إغناوين أي «السود».

## علم الطهي
القناوية، وتسمى أيضًا طاجين البامية أو طاجين الجومبو، هي طاجين وحساء.
هذا الطبق هو أحد أنواع البامية التي توجد أيضًا في أماكن أخرى في الشرق الأوسط وتركيا والبلقان.

## التحضير
يمكن تحضير الحساء باستخدام لحم الماعز.  
النسخة التونسية من القناوية حارة أكثر من غيرها، وتحتوي في بعض الأحيان على الفلفل الحار.

### مقالات ذات صلة
- المطبخ البلقاني والشرق الأوسطي والتركي : بامية
- المطبخ اليوناني/الهيليني : بامييس لاثيرز
- طاجين